# 托斯科拉诺-马德尔诺
托斯科拉诺-马德尔诺（義大利語：Toscolano-Maderno），是意大利布雷西亚省的一个市镇。总面积56平方公里，人口7988人，人口密度142.6人/平方公里（2009年）。国家统计（ISTAT）代码为017187。